# Fernandezina tijuca
Fernandezina tijuca is een spinnensoort uit de familie Palpimanidae. De soort komt voor in Brazilië.